# Sigtuna (stad)
Sigtuna is een stad in de gemeente Sigtuna in het landschap Uppland en in de provincie Stockholms län in Zweden. De stad ligt aan het Mälarmeer, tussen de hoofdstad Stockholm, Uppsala en de Luchthaven Stockholm-Arlanda.
De plaats telde in 2005 7.204 inwoners en heeft een oppervlakte van 395 hectare. Door haar ligging en door de historische gebouwen en ruïne's die er te vinden zijn is Sigtuna een populaire toeristische bestemming. In de stad zijn verder zo'n 30 runenstenen uit de 11e eeuw te vinden. Door haar typische Zweedse huisjes wordt het ook wel het Marken van Zweden genoemd.

## Geschiedenis
Sigtuna speelt een belangrijke rol in de Zweedse geschiedenis.
De stad werd gesticht rond het jaar 980 door Erik VI van Zweden. Ten tijde van koning Olof Skötkonung (Olof Schatkoning) en zijn directe opvolgers was Sigtuna hét machtscentrum van Zweden. Hier was de militaire, economische en geestelijke macht geconcentreerd. In die tijden werden hier ook de eerste munten van Zweden geslagen.
In 1187 werd de stad aangevallen en platgebrand. Het is niet duidelijk wie destijds de aanvallers waren. In 1320 vond nogmaals een grote aanval plaats. Deze keer waren het Kareliërs en soldaten van de Republiek Novgorod.
Na die tijd nam het belang van Sigtuna steeds verder af door de concurrerende steden Stockholm en Uppsala en werd de stad langzaamaan verlaten en raakte deze in verval. De opleving kwam in de 19e eeuw doordat toeristen uit de omliggende steden Sigtuna begonnen te bezoeken.
Sinds 1971 hoort de stad bij de gemeente Sigtuna, met als hoofdplaats Märsta.

## Verkeer en vervoer
Langs de plaats loopt de Länsväg 263.

## Geboren
- Jonas Eriksson (1974), Zweeds voetbalscheidsrechter

## Zie ook

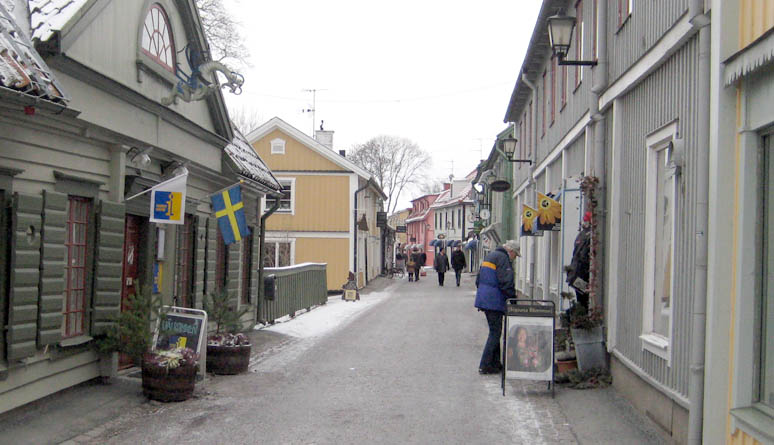
Pittoreske straatjes in Sigtuna
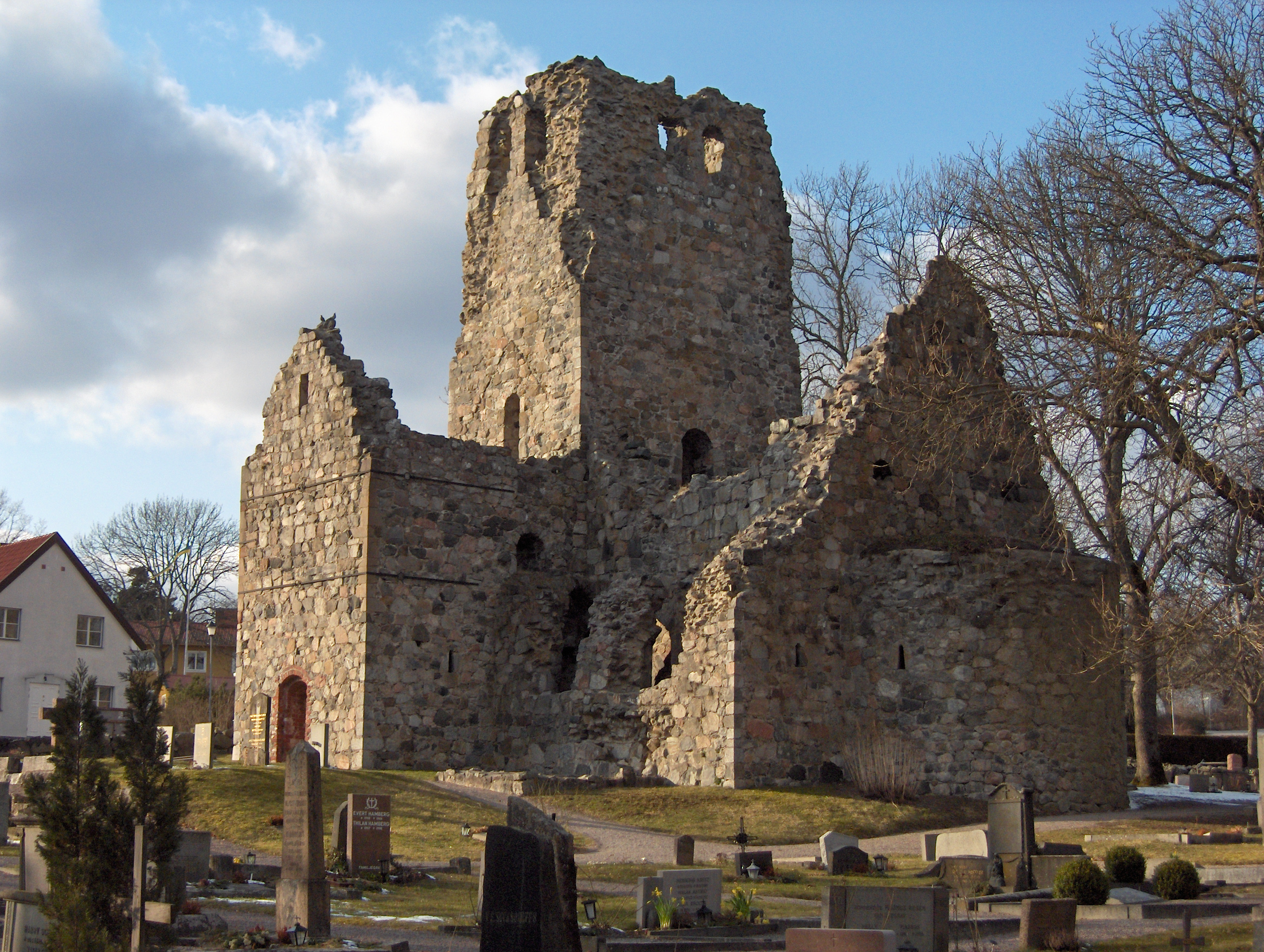
De ruïnes van de St. Olafkerk
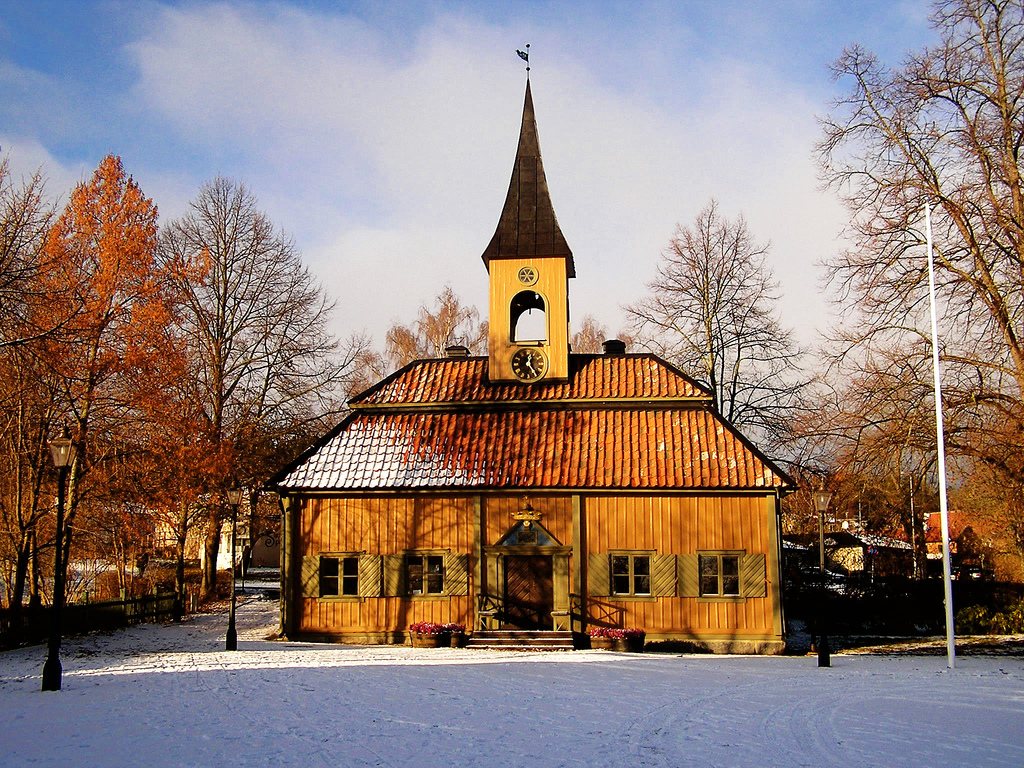
Het oude raadhuis
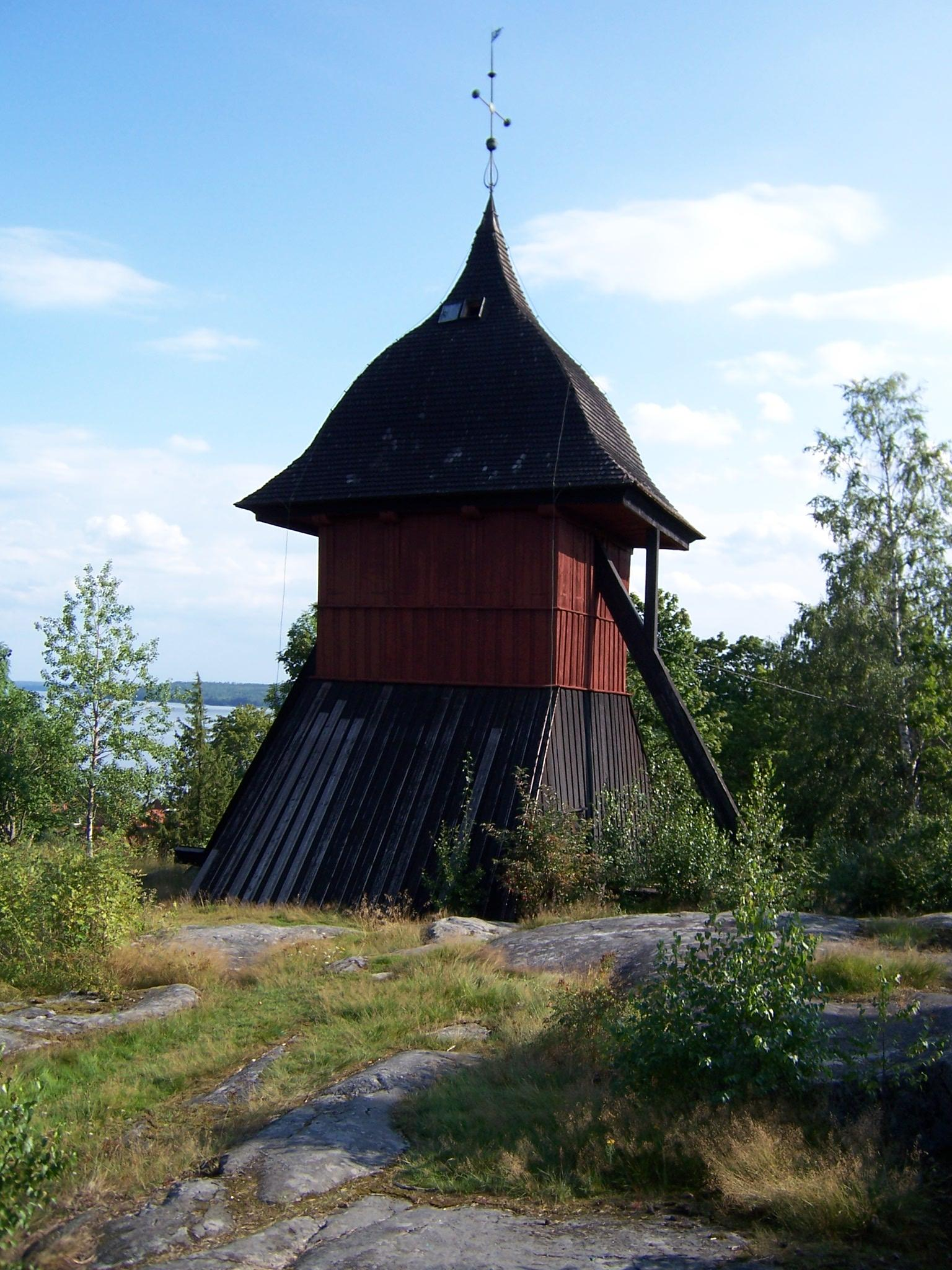
De klokkentoren van de Mariakerk